# Wilhelm IV. von Schaesberg
Wilhelm IV. von Schaesberg (zuletzt genannt 1534) war Oberhaupt des niederrheinischen Adelsgeschlechtes von Schaesberg.

## Leben

Wappenschild seit 1510

Ein letzter Eintrag in einen Dokument Wilhelm betreffend, findet sich im Jahre 1534. Über ihn ist bekannt, dass er 1487 Christina von Hochkirchen aus einer Aachener Schöffenfamilie heiratet. Mit ihr hatte er neun Kinder. Caspar, Maria, Margaretha, Erna, Christina und Anna wählten den geistlichen Stand und traten einer Ordensgemeinschaft bei. Jorrys (Georg), der Erstgeborene, heiratete 1540 Anna Judenkop von Streithagen. Catharina (genannt 1517–1552) heiratete 1518 den Wildgrafen Peter von Daun, Herr zu Kallenborn. Daun war kurfürstlich-trierischer Land-, Großhofmeister und Amtmann zu Daun. Die Verheiratung verweist auf das wachsende gesellschaftliche Ansehen des Grafenhauses.
Über den Sterbeort Wilhelms ist nichts weiter bekannt.